# Clotrimazol
Clotrimazol é um fármaco do grupo dos antifúngicos. Possui espectro de ação amplo contra micoses superficiais e as que atingem a vagina. O medicamento, quando usado nas genitais, pode interferir na eficácia da camisinha e outros produtos feitos a partir de latex como diafragmas.
O clotrimazol foi descoberto em 1969. Está na Lista de Medicamentos Essenciais da Organização Mundial da Saúde. Está disponível como medicamento genérico.

## Usos médicos
É comumente disponível sem receita em várias formas de dosagem, como creme tópico, pomada ou supositório vaginal.
Uma opção de tratamento eficaz para vaginite infecciosa mista é uma combinação de clotrimazol e metronidazol.
As preparações de pastilhas para garganta são usadas para candidíase orofaríngea (candidíase oral) ou prevenção de candidíase oral em pessoas com neutropenia.
O clotrimazol geralmente é usado cinco vezes ao dia durante 14 dias para candidíase oral, duas vezes ao dia durante 2 a 8 semanas para infecções de pele e uma vez ao dia durante 3 ou 7 dias para infecções vaginais.
O creme tópico de clotrimazol, quando combinado com a redução mecânica da unha, tem sido demonstrado como eficaz no tratamento da onicomicose - infecção fúngica das unhas das mãos e dos pés.

## Mecanismo de ação
- Inibe a produção de ergosterol, componente da membrana citoplasmática dos fungos. É fungistático.[9]